# Maarten van Bommel (kunstverzamelaar)
Maarten van Bommel (Amsterdam, 9 mei 1906 - Venlo, 19 februari 1991) was een Nederlandse kunstverzamelaar. Hij verzamelde, samen met zijn echtgenote Reina (geb. van Dam), moderne beeldende kunst. In 1969 schonk het echtpaar de door hun verzamelde kunst aan de gemeente Venlo, die daarmee het Museum van Bommel van Dam inrichtte. Dat was het eerste museum voor moderne kunst in de provincie Limburg.

## Biografie
Maarten van Bommel werd geboren als zoon van Martinus Franciscus van Bommel en Johanna Krijl. Op 15-jarige leeftijd behaalde hij zijn diploma Handelsonderwijs. Hij werkte als assistent in de boekhouding. Op 16-jarige leeftijd kocht Van Bommel zijn eerste kunstwerk, een bronzen beeldje van de Franse beeldhouwer Jules Dalou. De liefde voor beeldende kunst had hij van zijn vader, die hem regelmatig meenam naar het Rijksmuseum en het Stedelijk Museum.
Nadat hij in 1924 bij de geneeskundige troepen zijn militaire dienstplicht had vervuld, werkte hij als beursbediende bij verschillende effectenkantoren. In 1930, midden in de crisis, opende hij een eigen kantoor, Van Bommel & Co., commissionairs in effecten, aan het Damrak. In 1936 kreeg het bedrijf een bijkantoor in Utrecht.
In 1944 trad hij in het huwelijk met Reina van Dam. Vanaf die tijd raakte het verzamelen van (moderne) kunst in een stroomversnelling.
Van Bommel werd bestuurslid van de Vereniging voor de Effectenhandel. In 1952, nadat hij zijn eigen bedrijf had verkocht, werd hij directeur van het Bureau Pensioenfondsen van de Twentsche Bank.

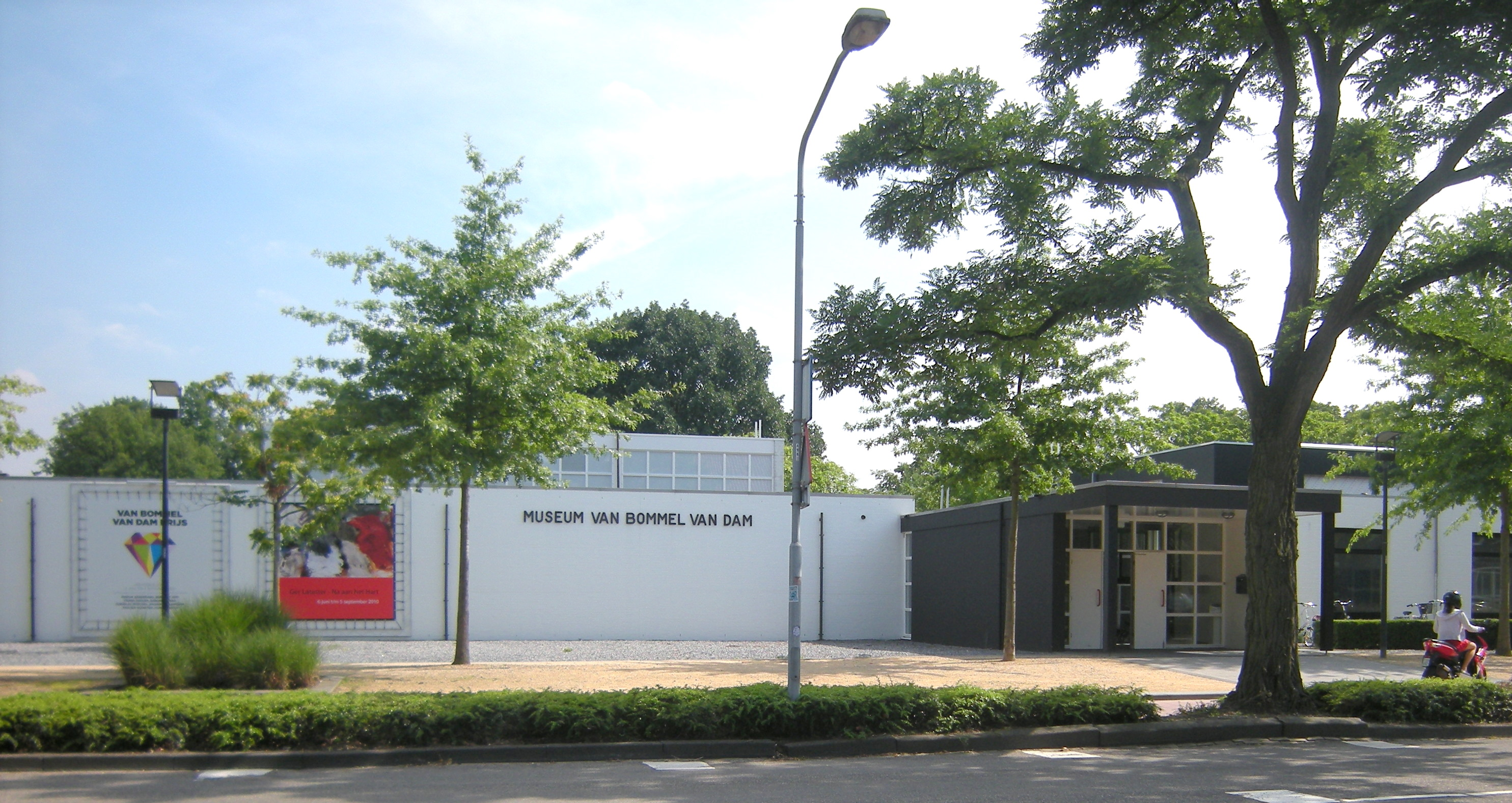
Museum Van Bommel-van Dam (Venlo)

In 1964 ging Van Bommel vervroegd met pensioen. De kunstverzameling van het echtpaar Van Bommel was inmiddels uitgegroeid tot een belangrijke collectie. Vanaf het midden van de jaren zestig brak Van Bommel zich het hoofd over de toekomst van de collectie. Hij besloot na contacten met de Culturele Raad Limburg in 1969 de verzameling aan de gemeente Venlo te schenken. Voorwaarde daarbij was, dat de collectie in een museum moest worden ondergebracht. Bovendien wilde Van Bommel naast het museum kunnen wonen, zodat hij onbelemmerd van de collectie kon blijven genieten. Op 29 juni 1971 verhuisde het echtpaar van Bommel naar de bungalow, die naast het museum in het Julianapark aan de Deken van Oppensingel te Venlo was gebouwd. Nadat Maarten van Bommel in 1991 was overleden, bleef zijn echtgenote er tot haar overlijden in 2008 wonen.